# Mirza
Mirza (лат. ) — род млекопитающих животных из инфраотряда лемурообразных отряда приматов. Лемуры небольших размеров. Распространены в лиственных лесах западной части Мадагаскара; встречаются обычно близ берегов океана или других водоёмов. Мех сверху оливково-коричневый и желтовато-серый снизу.

## Описание
Первоначально род включал единственный вид — Mirza coquereli (названный в честь французского энтомолога Шарля Кокереля), когда он был отделён от рода Microcebus в 1985 году. В 2005 году описан второй вид Mirza zaza. В 2010 году объявлено, что ещё один таксон, чей мех на спине и хвосте красноватый, был открыт в окрестностях Berevo-Ranobe.

## Виды
- Мышиный лемур Кокерела (Mirza coquereli)
- Mirza zaza